# Turkiets herrlandslag i fotboll

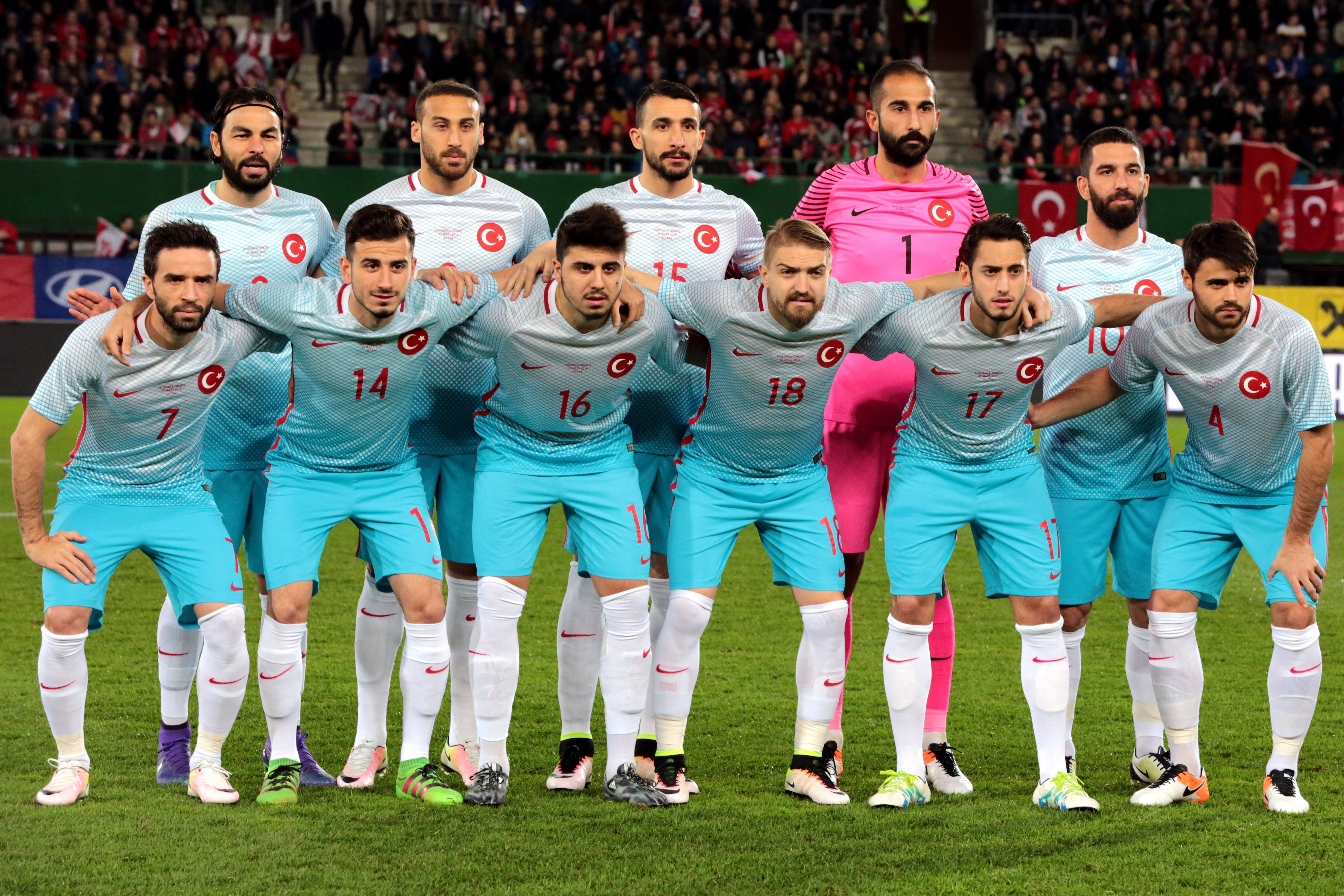
Turkiets herrlandslag i fotboll (2016)

Turkiets herrlandslag i fotboll har visat både starka och svaga resultat, dock med starka resultat sedan början av 2000-talet; bland annat tog landslaget brons i VM 2002. Turkiet har deltagit i två VM-slutspel (1954 och 2002) och sex EM-slutspel (1996, 2000, 2008, 2016, 2020 och 2024).

## Historia

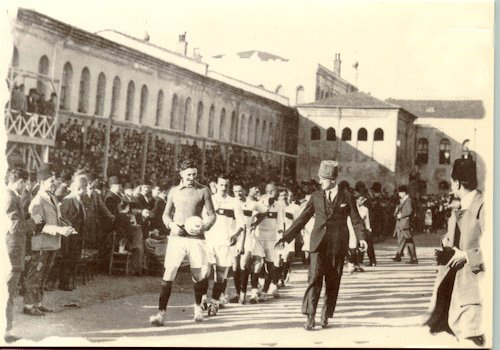
Turkiets landslag 1923.

Det turkiska fotbollsförbundet grundades 1923 när dagens Turkiet skapades. Den första landskampen spelade Turkiet 26 oktober 1923 mot Rumänien i Istanbul och slutade 2-2. Det första landslagsmålet gjordes av Zeki Rıza Sporel som även gjorde Turkiets andra mål i matchen. Den första segern för det turkiska landslaget följde påföljande år mot Finland i Helsingfors när Zeki Rıza Sporel gjorde fyra mål och Turkiet vann med 4-2.
1954 deltog Turkiet i VM för första gången. I en grupp med de kommande finallagen Ungern och Västtyskland förlorade Turkiet omspelsmatchen mot Västtyskland och missade därmed kvartsfinalerna. Det turkiska landslaget hade genom åren en rad skickliga individualister men nådde trots detta inte de stora mästerskapen utan tillhörde länge de svagare lagen i kvalgrupperna.

### VM-brons 2002
2002 var man för första gången på 48 år tillbaka i fotbolls-VM. Brasilien, Costa Rica och Kina stod för motståndet. Turkiet förlorade mot Brasilien, spelade oavgjort mot Costa Rica och en vann mot Kina, vilket gjorde att Turkiet gick vidare till åttondelsfinalen mot hemmanationen Japan. Turkiet vann med 1-0 efter en hörna som Ümit Davala fick pannan på i inledningen av matchen. Kvartsfinalen vanns mot Senegal men i semifinalen besegrades man av Brasilien. Bronsmatchen mot hemmanationen Sydkorea hade knappt börjat innan Hakan Sükür gjorde mål efter rekordsnabba elva sekunder. När en halvtimme hade gått stod det redan 3-1 till Turkiet efter två mål till av İlhan Mansız. 3-2 slutade matchen och Turkiet hade tagit brons; deras första medalj någonsin i internationella sammanhang. Men sedan dess har de inte lyckats kvalificera sig till något VM.
Turkiet hade chans att gå till EM 2004. Turkiet hamnade tvåa i sin grupp efter England och fick därmed spela playoff mot Lettland.
Efter supporterbråk på VM-kvalmatchen mellan Turkiet och Schweiz den 16 november 2005 förbjöds Turkiet att spela kommande hemmamatcher i Turkiet. I stället förlades flera "hemmamatcher" till Frankfurt am Main i Tyskland. Från EM-kvalmatchen mot Ungern den 12 september 2007 tilläts Turkiet åter spela hemma. I EM kvalet 2012 hamnade Turkiet tvåa i sin grupp eter Tyskland. I playoff åkte man på storförlust hemma med 0-3 till Kroatien och borta i Zagreb blev resultatet 0-0.

## Turkiet i EM
I EM 1960 som spelades cupformat förlorade Turkiet i första omgången. I första matchen blev det 0-3 mot Rumänien. I returen vann Turkiet med 2-0.  Även EM 1964 var i cupform. Turkiet förlorade mot Italien med 0-6 och 0-1 i första omgången. I EM 1968 kom laget sist i kvalgruppen. Turkiet vann över Irland och tog en poäng av Tjeckoslovakien, vilket kostade Spanien gruppvinsten. Turkiet tog också en poäng av Spanien.
I EM 1972 tog Turkiet 5 poäng i kvalet och gick inte vidare. Turkiet besegrade Albanien och Polen och spelade oavgjort i hemmamatchen mot Västtyskland. I EM 1976 tog Turkiet en vinst och en oavgjord mot Schweiz. De skrällde genom att slå Sovjetunionen, och tog en poäng mot Irland. Turkiets kvalspel slutade med två vinster, två oavgjorda och två förluster.
I EM 1980 slutade Turkiet tvåa i kvalet och gick inte vidare till slutspelet i Italien. Laget slog Malta i båda mötena, förlorade och vann mot Wales samt spelade oavgjort och förlorade mot Västtyskland.  I EM 1984 slog Turkiet Österrike, Nordirland och Albanien. Laget slutade ändå näst sist i gruppen. I EM 1988 var den bästa prestationen två oavgjorda mot Nordirland och England. Det är Turkiets näst sämsta EM-kval någonsin. I kvalet till EM 1992 förlorade Turkiet sex raka matcher. De gjorde bara ett mål, i en match mot Irland. Målskytt var Çalimbay på en straff.
I EM 1996 kvalificerade sig Turkiet för första gången till ett EM-slutspel. Premiärmatchen förlorades med 0-1 mot Kroatien. I nästa match förlorade Turkiet med 0-1 mot Portugal och var redan utslagna. I nästa match blev det förlust mot Danmark med 0-3, och Turkiet kom sist i turneringen. 
I EM 2000 blev det premiärförlust mot Italien men Turkiet gjorde sitt första mål i något EM-slutspel. Okan Buruk blev historisk för Turkiet. Laget förlorade dock med 1-2. I nästa match blev det 0-0 mot Sverige. I nästa match slog Turkiet Belgien efter två mål av Hakan Sükür. Det gjorde att Turkiet för första gången i EM-historien gick till andra omgången. I kvartsfinalen väntade Portugal som vann med 2-0. Portugal har vunnit och därmed skickat hem Turkiet från två EM. Förbundskaptenen Mustafa Denizli var stor profil på den turkiska bänken. Denizli avgick i samband med Turkiets förlust mot Portugal.
I EM 2008 blev det förlust mot Portugal i deras första match (0-2) men efter den matchen har det gått väldigt bra för Turkiet. Deras andra match blev vinst mot Schweiz (2-1) efter ett mål av Arda Turan i 92:a minuten; detta var deras första vinst i turneringen. I deras tredje match mot Tjeckien stod det 2-0 efter 62:a minuten till Tjeckien, men ändå var inte hoppet förlorat, i 75:e minuten sköt Arda Turan sitt andra mål i turneringen och därefter kom två mål från i 87:e och 89:e minuten från Nihat Kahveci och Turkiet vann sin andra match (3-2) och gick vidare till EM-slutspelet för tredje gången. Den 20 juni vann Turkiet mot Kroatien efter ytterligare en vändning. Kroatien gjorde mål med en minut kvar av förlängningstiden men Turkiet kvitterade med en sekund kvar och vann sedan på straffar. Men i semifinalen tog det stopp, med endast några få avbytare kunde de ändå skaka om Tyskland rejält, men förlust 2-3 blev det ändå.
I EM 2016 hamnade Turkiet i en grupp med svåra motstånd där länderna var Kroatien, Spanien och Tjeckien. Turkiet vann bara en match. Detta mot Tjeckien i den sista matchen. Turkiet förlorade matcherna mot Spanien och Kroatien före det. Man hamnade näst sist i gruppen med tre poäng.
Turkiet kvalade sig till EM 2020 efter att ha kommit tvåa i sin grupp efter Frankrike. Turkiet gjorde en bra insats i kvalet. Man tog seger i båda matcherna mot Andorra, Albanien och Moldavien. Mot Island förlorade man borta men spelade oavgjort hemma. VM-vinnaren Frankrike förlorade mot Turkiet på bortaplan med 2-0 och spelade därefter oavgjort på Stade de France 1-1. Trots att man gjort bra ifrån sig i kvalet blev slutspelet en katastrof. Man spelade mot Italien i den första matchen och förlorade med 0—3. Mot Wales förlorade man med 0—2 och i sista måstematchen förlorade man Schweiz med 1—3.

## Meriter
- VM i fotboll: 1954, 2002
  - VM-brons 2002
- EM i fotboll: 1996, 2000, 2008, 2016, 2020, 2024
  - EM-kvartsfinal 2000 och 2024
  - EM-semifinal 2008

## Spelare

### Spelartrupp 2022
Följande spelare var uttagna till Uefa Nations League-matcherna mot Färöarna, Litauen och Luxemburg den 4-14 juni 2022.
Antalet landskamper och mål är uppdaterade efter matchen mot Färöarna den 4 juni 2022.
| Nr | Pos. | Namn             | Födelsedatum (ålder) | Matcher | Mål |               | Klubb           |
| -- | ---- | ---------------- | -------------------- | ------- | --- | ------------- | --------------- |
| 1  | MV   | Altay Bayındır   | 14 april 1998        | 3       | 0   | Turkiet       | Fenerbahçe      |
| 12 | MV   | Doğan Alemdar    | 29 oktober 2002      | 0       | 0   | Frankrike     | Rennes          |
| 23 | MV   | Uğurcan Çakır    | 5 april 1996         | 19      | 0   | Turkiet       | Trabzonspor     |
|    |      |                  |                      |         |     |               |                 |
| 3  | F    | Merih Demiral    | 5 mars 1998          | 34      | 2   | Italien       | Atalanta        |
| 4  | F    | Çağlar Söyüncü   | 23 maj 1996          | 46      | 2   | England       | Leicester City  |
| 13 | F    | Rıdvan Yılmaz    | 21 maj 2001          | 6       | 0   | Turkiet       | Beşiktaş        |
| 15 | F    | Ozan Kabak       | 25 mars 2000         | 15      | 0   | England       | Norwich City    |
| 16 | F    | Mert Müldür      | 3 april 1999         | 16      | 1   | Italien       | Sassuolo        |
| 20 | F    | Ferdi Kadıoğlu   | 7 oktober 2000       | 1       | 0   | Turkiet       | Fenerbahçe      |
| 22 | F    | Kaan Ayhan       | 10 november 1994     | 47      | 4   | Italien       | Sassuolo        |
|    | F    | Zeki Çelik       | 17 februari 1997     | 30      | 2   | Frankrike     | Lille           |
|    | F    | Cenk Özkacar     | 6 oktober 2000       | 0       | 0   | Frankrike     | Lyon            |
|    | F    | Eren Elmalı      | 7 juli 2000          | 0       | 0   | Turkiet       | Kasımpaşa       |
|    |      |                  |                      |         |     |               |                 |
| 2  | MF   | Doğukan Sinik    | 21 januari 1999      | 2       | 0   | Turkiet       | Antalyaspor     |
| 5  | MF   | Salih Özcan      | 11 januari 1998      | 2       | 0   | Tyskland      | 1. FC Köln      |
| 6  | MF   | Orkun Kökçü      | 29 december 2000     | 14      | 1   | Nederländerna | Feyenoord       |
| 8  | MF   | Dorukhan Toköz   | 21 maj 1996          | 13      | 1   | Turkiet       | Trabzonspor     |
| 10 | MF   | Hakan Çalhanoğlu | 8 februari 1994      | 69      | 14  | Italien       | Inter           |
| 14 | A    | Yunus Akgün      | 7 juli 2000          | 1       | 0   | Turkiet       | Adana Demirspor |
| 17 | A    | Cengiz Ünder     | 14 juli 1997         | 39      | 13  | Frankrike     | Marseille       |
| 18 | MF   | Berkan Kutlu     | 25 januari 1998      | 5       | 0   | Turkiet       | Galatasaray     |
|    |      |                  |                      |         |     |               |                 |
| 9  | A    | Enes Ünal        | 10 maj 1997          | 27      | 2   | Spanien       | Getafe          |
| 11 | A    | Halil Dervişoğlu | 8 december 1999      | 10      | 5   | Turkiet       | Galatasaray     |
| 19 | A    | Serdar Dursun    | 19 oktober 1991      | 5       | 4   | Turkiet       | Fenerbahçe      |
| 21 | A    | Tiago Çukur      | 30 november 2002     | 0       | 0   | England       | Watford         |
|    | A    | Kerem Aktürkoğlu | 21 oktober 1998      | 11      | 3   | Turkiet       | Galatasaray     |

### Kända spelare
- Hamit Altıntop
- Rüştü Reçber
- Hakan Şükür
- Yildiray Baştürk
- Ümit Davala
- Nuri Şahin
- Hasan Şaş
- İlhan Mansız
- Tuncay Şanlı
- Ridvan Dilmen
- Nihat Kahveci
- Emre Belözoğlu
- Arda Turan
- Ali Sami Yen
- Colin Kazim Richards
- Semih Şentürk
- Burak Yılmaz